# Himbeergeist

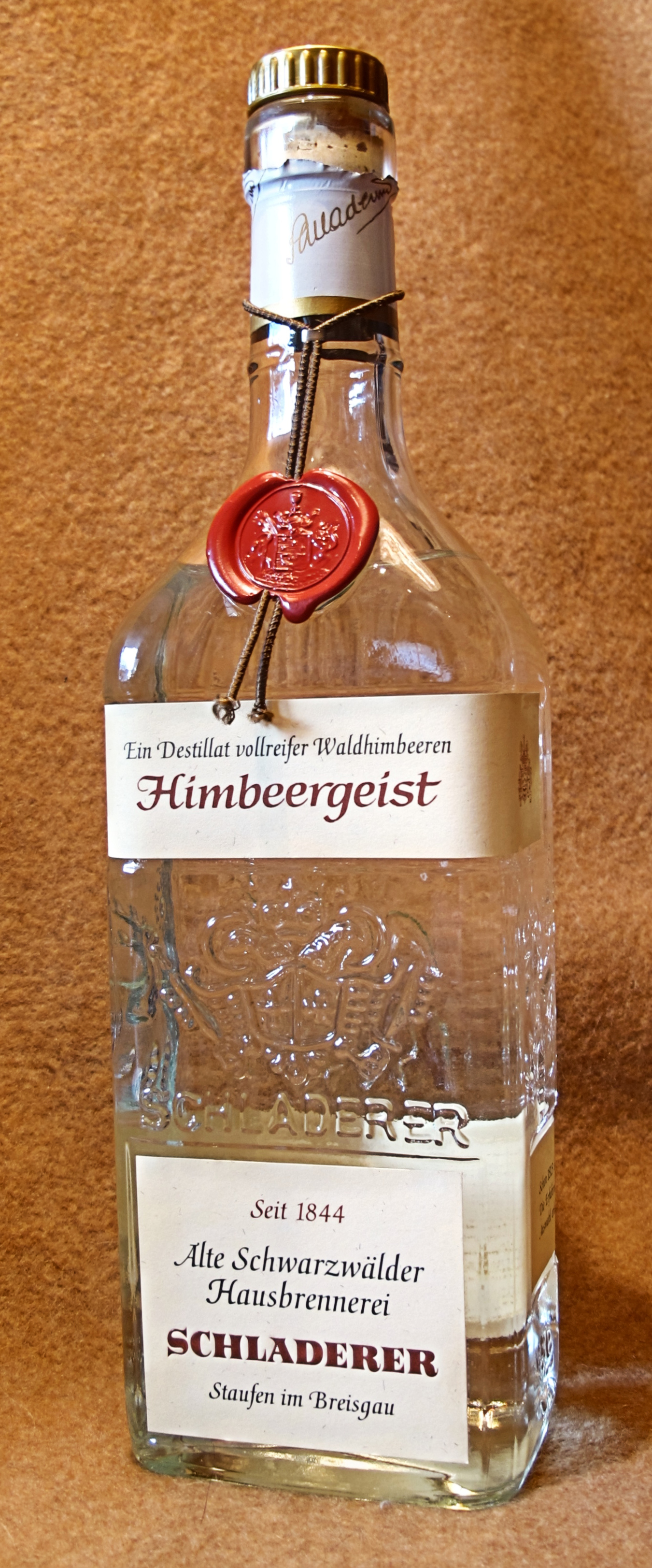
Une bouteille d'esprit de framboise

L'Himbeergeist ou esprit de framboise est une boisson spiritueuse principalement produite en Allemagne et en Alsace.
La législation européenne autorise également sa commercialisation sous le nom d'« eau-de-vie de framboise obtenue par macération et distillation ».

## Fabrication
La plupart des eaux-de-vie sont obtenues par distillation de fruits fermentés, cependant la quantité d'alcool pouvant être obtenue par fermentation des framboises est limitée car la teneur en sucre de ce fruit est naturellement faible. Les baies fraîches sont donc plutôt mises à macérer dans de l'alcool neutre pendant plusieurs semaines puis distillées afin de recueillir les arômes extraits dans l'alcool pendant la phase de macération,.
Environ 7,5 kg de framboises sont nécessaires pour produire un litre d'himbeergeist.